# Luke McGrath
Pour les articles homonymes, voir McGrath.
Pas d'image ? Cliquez ici

a Compétitions nationales et continentales officielles uniquement.

b Matchs officiels uniquement.
Dernière mise à jour le 14 novembre 2024.
Luke McGrath, né le 3 février 1993 à Hamilton (Canada), est un joueur international irlandais de rugby à XV jouant au poste de demi de mêlée au Leinster.

## Biographie
Luke McGrath naît le 3 février 1993 à Hamilton, dans l'Ontario, au Canada de parents irlandais qui habitent là-bas depuis quatre ans.
Il est sélectionné par l'équipe d'Irlande pour le Tournoi des Six Nations 2018. Il ne joue cependant aucune rencontre alors que l'Irlande remporte tous ses matchs et réalise ainsi le Grand Chelem.
En 2021-2022, il joue au total 24 matchs avec le Leinster inscrivant deux essais. Sa province se qualifie dans un premier temps en finale de la Coupe d'Europe après avoir éliminé le Connacht, les Leicester Tigers et le Stade toulousain. En finale, face au Stade rochelais, il entre en jeu à la place de Jamison Gibson-Park à la 76e minute mais son équipe est battue sur le score de 21 à 24. En United Rugby Championship, le Leinster est éliminé en demi-finale par l'équipe sud-africaine des Bulls.
Encore une fois en 2022-2023, son équipe est dans un premier temps éliminée en demi-finale du United Rugby Championship par le Munster qui remporte ensuite la compétition. Toutefois, la province se qualifie en finale de la Champions Cup où elle affronte le Stade rochelais pour la seconde année consécutive. Pour cette rencontre, Luke McGrath entre en jeu en seconde période, mais les Rochelais l'emportent une fois de plus, sur le score de 27 à 26. Il perd ainsi sa deuxième finale dans la compétition en deux ans,.
Durant la saison 2024-2025, il remporte la finale du United Rugby Championship en battant les Sud-Africains des Bulls sur le score de 32 à 7. Il s'agit du premier titre gagné par le Leinster depuis 2021, après de nombreuses finales perdues.

## Palmarès
- Leinster
  - Finaliste du Pro14 en 2012 et 2016.
  - Vainqueur du Pro14/United Rugby Championship en 2013, 2014, 2018, 2019, 2020, 2021 et 2025.
  - Vainqueur de la Coupe d'Europe en 2018.
  - Finaliste de la Coupe d'Europe/Champions Cup en 2019, 2022, 2023 et 2024.